# Marcel Dangles
Marcel Dangles, né le 26 février 1899 à Cette (aujourd'hui Sète) et mort le 15 février 1974 à Bages (Pyrénées-Orientales), est un footballeur international français évoluant au poste d'attaquant.

## Carrière
Marcel Dangles évolue au FC Cette de 1922 à 1931 et perd deux finales de Coupe de France de football consécutives, en 1923 contre le Red Star et en 1924 contre l'Olympique de Marseille. 
En 1923, il connaît son unique sélection en équipe de France. Il affronte sous le maillot bleu lors d'un match amical l'Angleterre le 10 mai 1923. Les Anglais s'imposent largement sur le score de quatre buts à un.